# Collegiata di San Lorenzo (Spello)
La collegiata di San Lorenzo è una chiesa ubicata in via Garibaldi a Spello, in provincia di Perugia.

## Storia

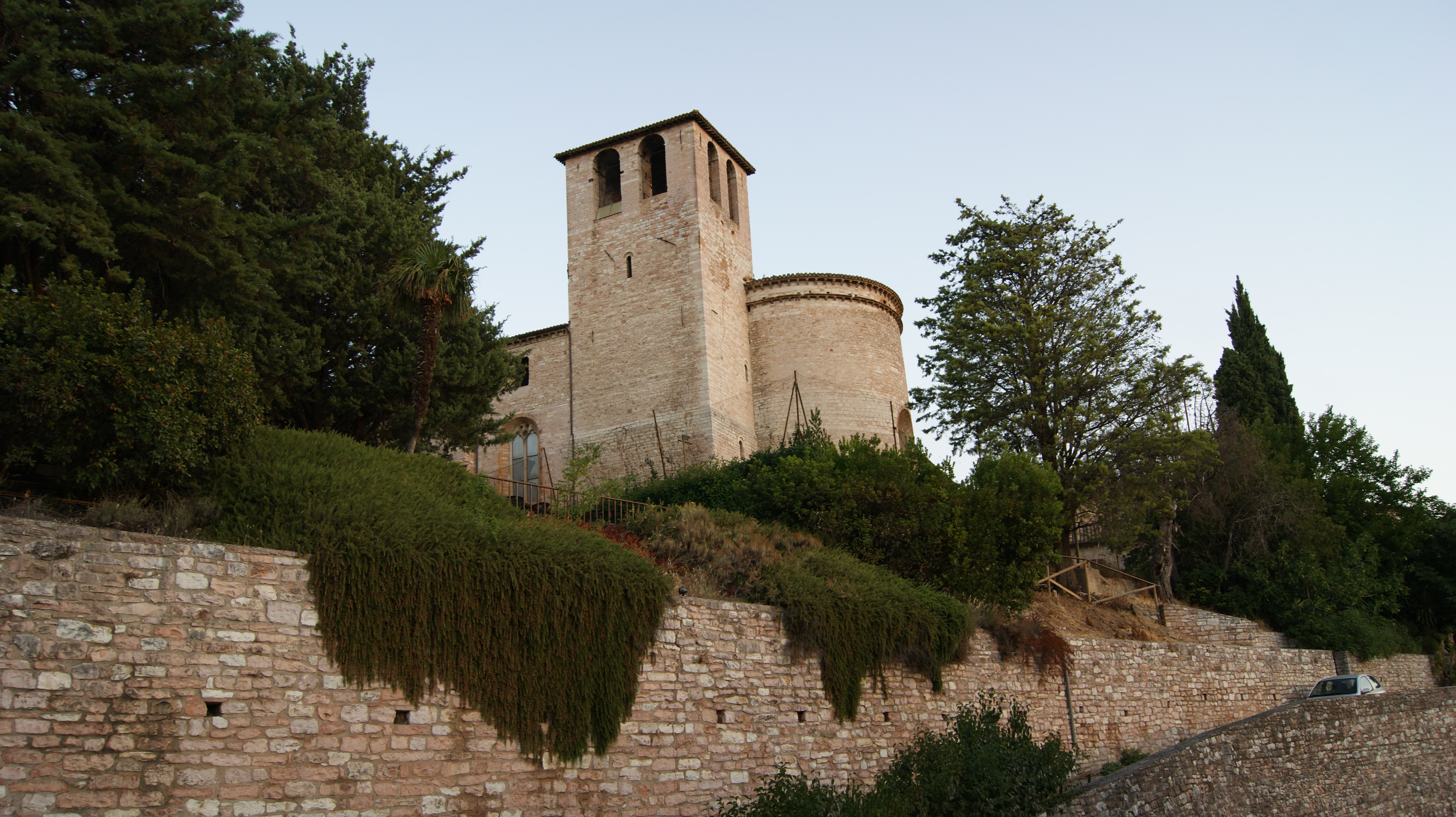
Veduta esterna dell'abside della collegiata

Le origini della chiesa, una delle due collegiate della cittadina insieme a Santa Maria Maggiore, si fanno risalire tra il 1120 anno in cui l'imperatore Enrico IV tolse l'assedio alla città, e il 1127 con la nascita del culto di san Lorenzo nella cittadina, documentata è la presenza di un priore e alcuni canonici di San Lorenzo in atti tra il 1191 e il 1198. La chiesa fu consacrata nel 1228 da Gregorio IX. Nel 1239 la chiesa subì la devastazione da parte dell'esercito di Federico II di Svevia fu quindi ricostruita e trasformata, ampliandola, tra il 1281 ed il 1285. La chiesa nel 1290 fu affiliata all'Arciconfraternita di San Lorenzo in Damaso.
Malgrado siano poche le informazioni circa la sua edificazione si è a conoscenza, che dopo un lungo periodo, l'intervento più importante fu la ricostruzione della volta nel 1540, data in cui fu collocato anche il fonte battesimale.

## Descrizione

### Esterno

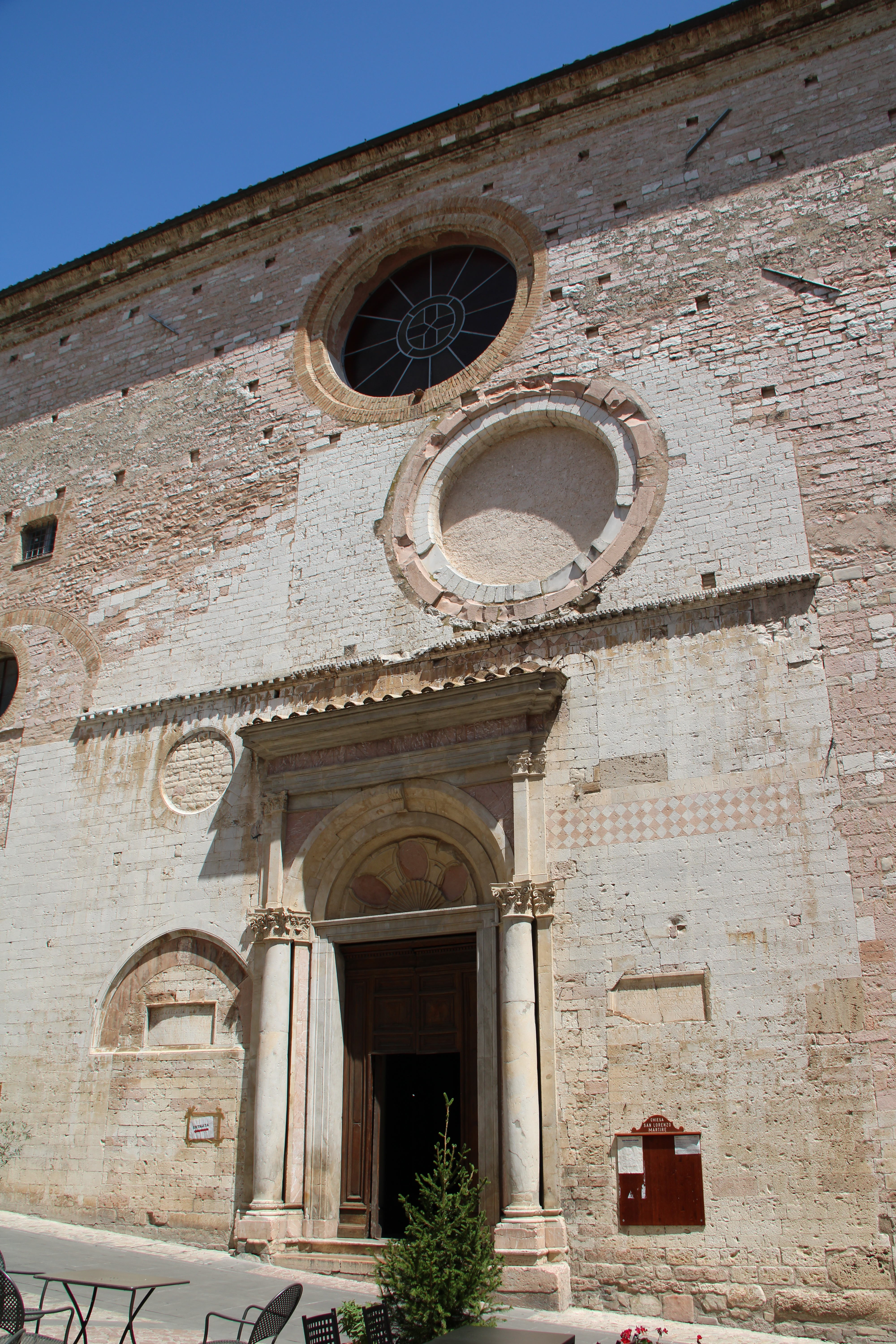
Dettaglio del portone con, sopra, vecchio e nuovo rosone; il tutto testimonia l'ampliamento vissuto dalla collegiata nel corso dei secoli

Una parte dello sviluppo costruttivo della chiesa si può leggere nella facciata: la parte più antica, risalente al periodo romanico (forse della seconda metà del XII secolo) è quella centrale che corrispondeva a una chiesa molto più piccola dell'attuale e che doveva concludersi con una copertura a capanna: a essa appartengono la trifora vicino allo spigolo del portale, la fascia decorativa a losanghe bianche e rosse, e il rosone tamponato ma comunque riconoscibile.
L'apertura in basso a sinistra e quella chiusa a destra corrispondono ad un ampliamento probabilmente in epoca rinascimentale alla quale ha seguìto anche l’ampliamento ed innalzamento della facciata stessa nel 1540 forse ad opera di un certo Maestro Donato architettore, lavori che compresero la realizzazione dei tre rosoni, la soluzione orizzontale della parte alta facciata, e il portale marmoreo con decorazione classicheggiante. Interessanti le due epigrafi presenti in facciata, testimonianza dell’illustre passato romano di Spello.

### Interno
L'interno è diviso in tre navate da grandi pilastri terminante con abside semicircolare. La navata centrale è voltata a botte e termina con l'abside schermata dal grande baldacchino di imitazione berniniana.
In controfacciata, a destra, vi è un l'affresco Sposalizio di Santa Caterina d'Alessandria attribuito a Bartolomeo da Miranda (1435) sormontato da degli Angeli affrescati da un pittore di cultura manierista nella seconda metà del XVI secolo.
All'inizio della navata destra si apre la Cappella dell'Incoronata, di aspetto moderno, opera di Cesare Bazzani (1931) con all'altare la Madonna Incoronata di Ugo Scaramucci. All'interno si conserva l’immagine della Vergine (scultura lignea del secolo XV) donata da San Bernardino nel 1438.
La parte esterna della cappella dell'Incoronata è stata eseguita a tempera nel 1909 dal figurista Domenico Ferri in collaborazione con l'ornatista Antonio Mosca
Segue la Cappella del Sacramento, architettura tardo-settecentesca, che ospita il tabernacolo opera di Flaminio Vacca (1587), in origine sull'altare maggiore, e un Sant'Antonio Abate di Tiberio d'Assisi (1518). Ultima è la Cappella della Trinità, ottocentesca.

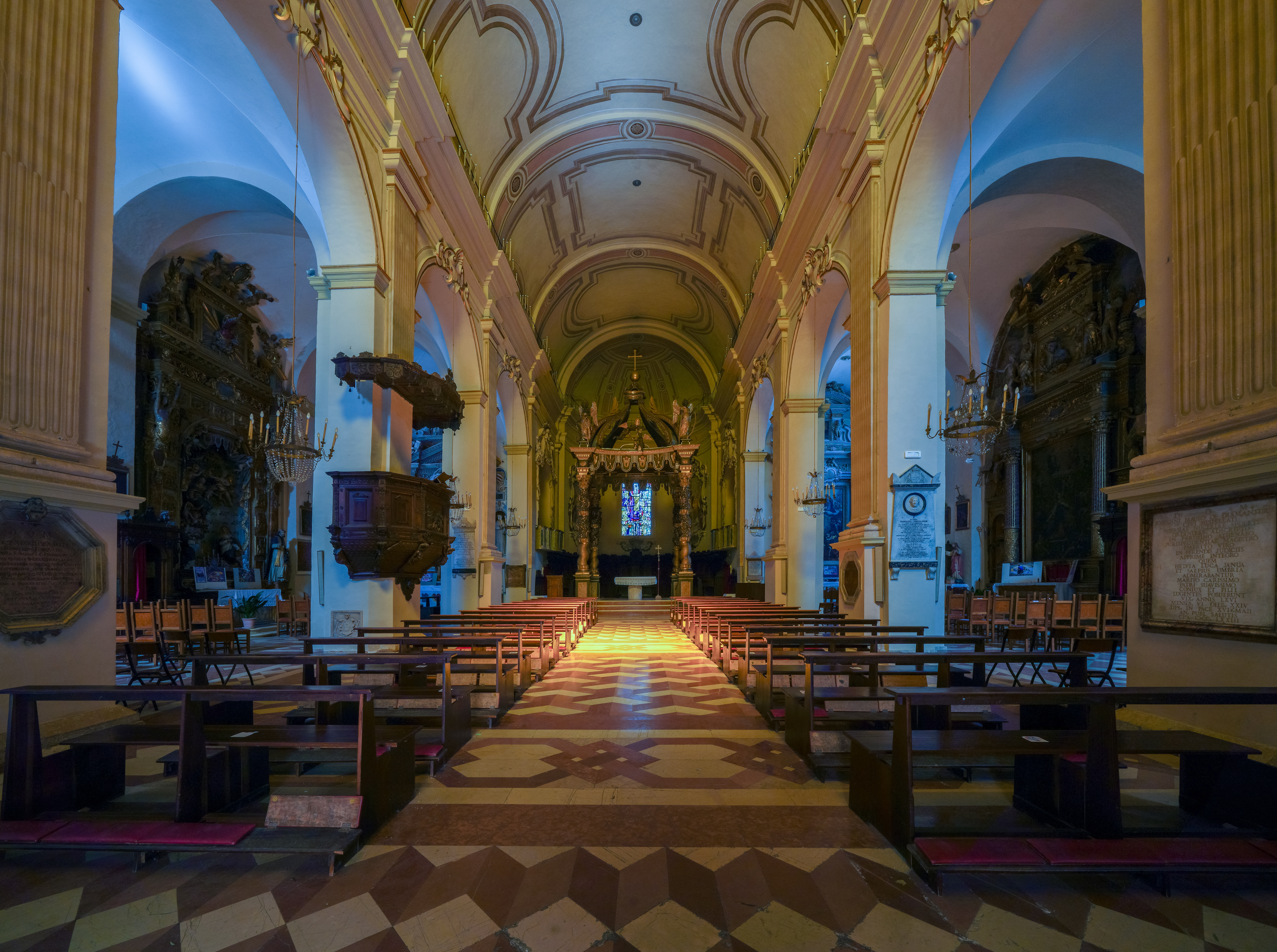
Veduta interna sulla navata principale della collegiata, con il pulpito (a sinistra) e il baldacchino (sullo sfondo)

La collegiata si caratterizza anche per i grandi altari corredati di tele secentesche. Il terzo altare, ligneo, è dedicato a Santa Caterina d'Alessandria, ed è corredato di sculture e di una tela con il Martirio di Santa Caterina d’Alessandria del fiammingo Franz van de Casteele (italianizzato in Francesco da Castello), firmata e datata 1601, in precedenza collocata all'ultimo della navata sinistra.
A lato, a conclusione della navata, vi è un altare in stucco tardo-cinquecentesco che ospita un'altra tela di Francesco da Castello, rappresentante Cristo, la Vergine Maria e le Anime del Purgatorio, firmata e datata 1599. La pala mostra nella minuzia e cura dei dettagli la sua origine culturale fiamminga e la sua nota abilità da miniatore, unite al baroccismo di fine secolo e a rimandi al Cavalier d'Arpino.
Davanti al presbiterio si incontra il baldacchino ligneo, derivato da quello berniniano in San Pietro a Roma e a esso quasi coevo, di Ludovico Bruni Caffarelli e Carlo Lorenti su modello di Teodosio Quintavilla (1631). Nell'abside è disposto il coro ligneo intarsiato di Andrea Campano da Modena, su disegno di Febo da Montefalco e di Piergentile Cocchi, realizzato nel 1530-34. La vetrata attuale in fondo è moderna, e sostituisce una antica: è documentata infatti la realizzazione, nel 1532, di una vetrata su disegno di Tommaso Bernabei detto il Papacello in collaborazione con Tommaso Porro.

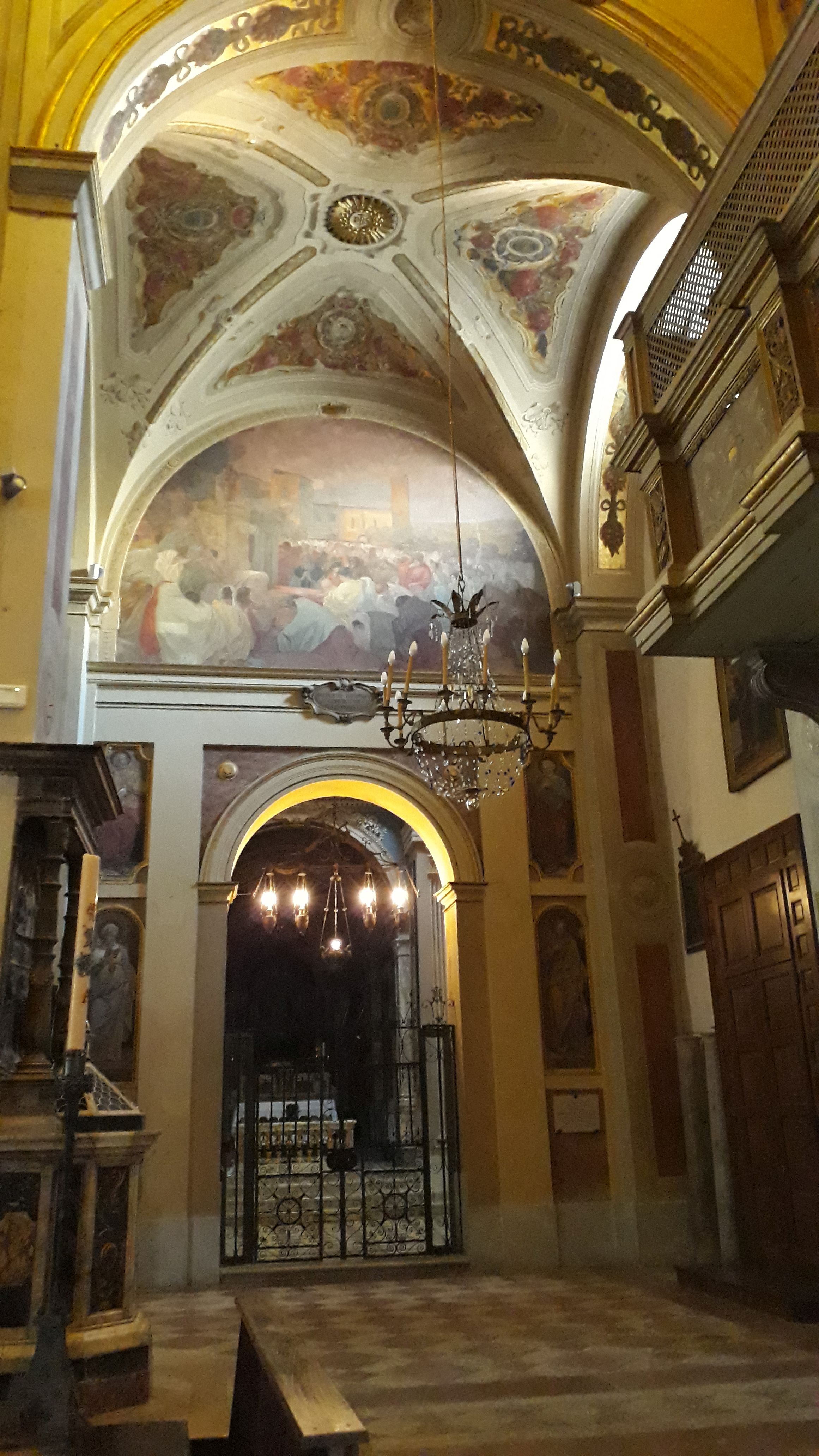
Dettaglio di una delle cappelle laterali della collegiata

La sagrestia contiene arredi lignei di Andrea Campano da Modena (1524-26) tra i quali un seggio intarsiato su disegno di Giannicola di Paolo (1530), e un lavabo rinascimentale in pietra caciolfa sormontato dall'affresco con San Lorenzo tra Angeli forse opera di Niccolò Circignani.
In fondo alla navata sinistra vi è un altro grande altare, quello di San Felice, che contiene la tela di Giovan Battista BassottI con il Martirio di San Felice, firmato e datato 1637 e tre quadretti di Francesco da Castello con Episodi della Vita di Santa Caterina (1601), pertinenti alla precedente dedicazione dell'altare e alla pala del fiammingo poi spostato al terzo altare destro.
L'altare del Rosario è un complesso settecentesco interamente ligneo composto da sculture, anche dorate, che rappresentano la Madonna del Rosario con San Domenico, Santa Caterina, San Pietro martire e San Giacinto.
Seguono altri due altari: quello di San Lorenzo e quello del Riscatto. Il primo consta anch'esso di gruppi scultorei attribuiti ad Agostino Silva e databili intorno al 1670. Rappresentano al centro la Gloria di San Lorenzo e ai lati San Teodoro e Santa Cecilia e in basso una veduta di Spello. All'esterno sono le statue di San Francesco Saverio e di San Filippo Neri.
L'ultimo altare presenta l'affresco con la Madonna col Bambino, San Giuseppe e San Marco, attribuito all'attività giovanile di Dono Doni, eseguito intorno al 1530. In basso vi è un Presepe ligneo.